# Вулиця Героїв Маріуполя (Івано-Франківськ)
Вулиця Героїв Маріуполя — вулиця в Івано-Франківську, що сполучає вулицю Тарнавського із вулицею Макогона. Розташована на північному сході центральної частини міста, історична назва місцевості — Леонівка.

## Історія
Вулиця прокладена у 1880-х роках. Первинну назву — імені Тараса Шевченка, вулиця отримала 22 листопада 1890 року. Це викликало спротив польської громади, однак під тиском українців та поступливим ставленням австрійської влади, були змушені її прийняти.
У 1920-х роках поляки, після утворення власної держави, вулицю все ж була перейменована на честь президента Станіслава Войцеховського. Натомість мешканці сусіднього Княгинина іменем Шевченка назвали свою центральну вулицю (нині — вулиця Княгинин).
У радянські часи вулиця отримала назву — Лермонтова, на честь російського поета Михайла Лермонтова.
У квітні 2022 року вулиця отримала назву Героїв Маріуполя, на пошану військовослужбовців ЗСУ, бійців Національної гвардії України, Національної поліції України, які боронили Маріуполь під час російського вторгнення в Україну з 24 лютого 2022 року.

## Будівлі
- № 5, 8, 13 — житлові будинки, внесені до реєстру пам'яток архітектури місцевого значення під охоронними № 159-іф, 160-іф та 161-іф відповідно.
- № 9 — єдиний на вулиці триповерховий будинок, зведений на початку XX століття.

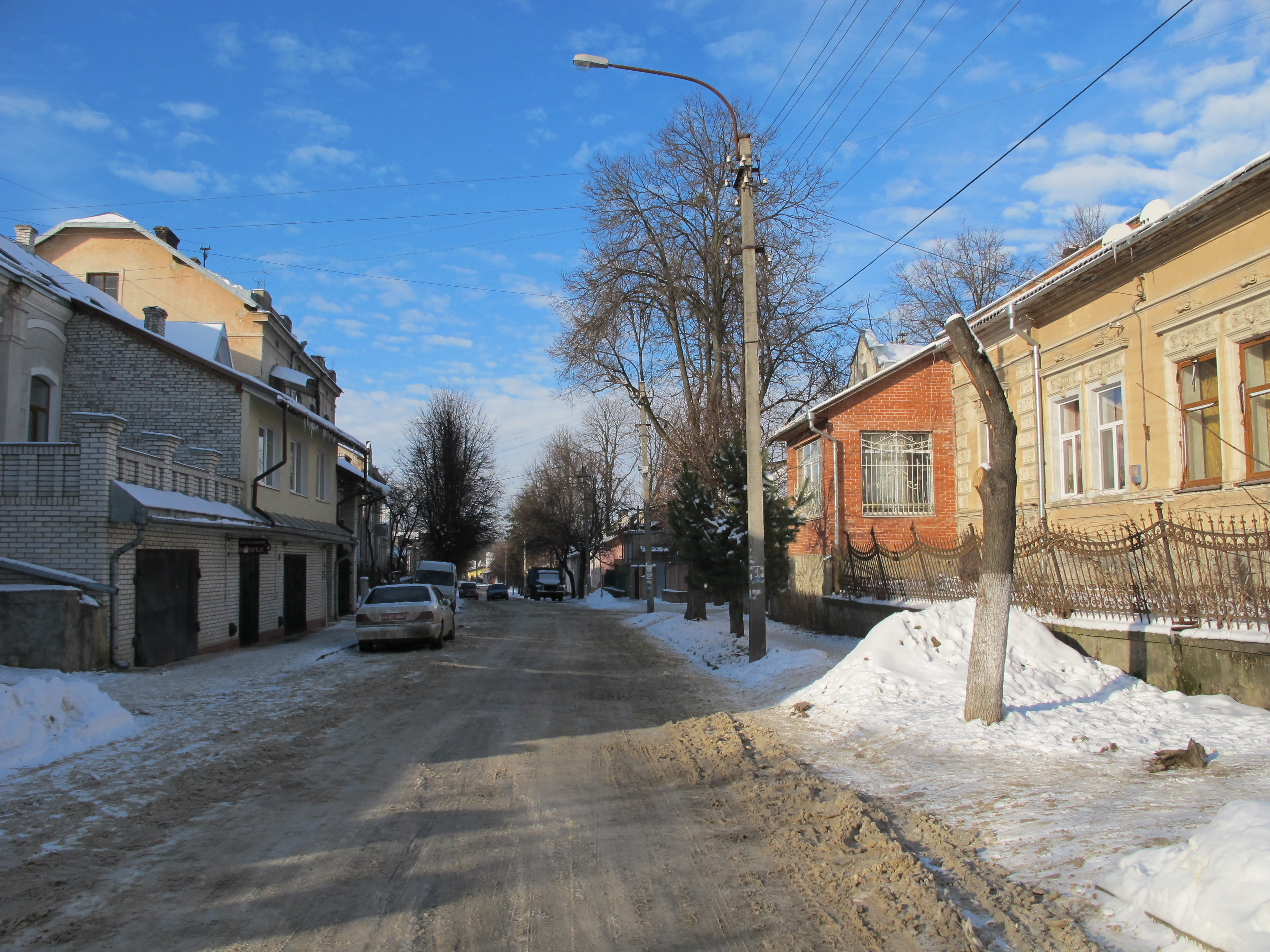
Вигляд з вулиці Тарнавського
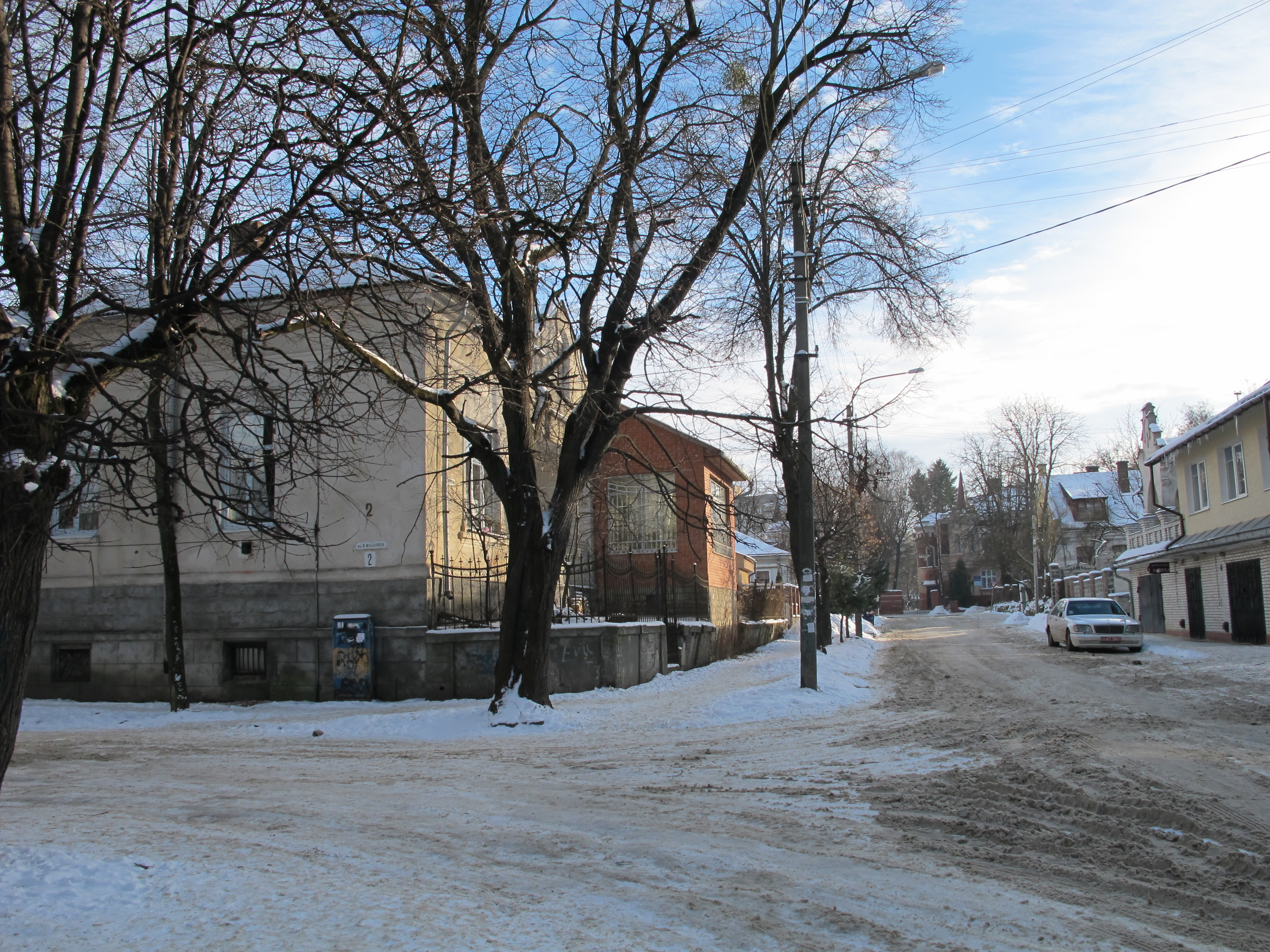
На розі вулиць Героїв Маріуполя та Маланюка
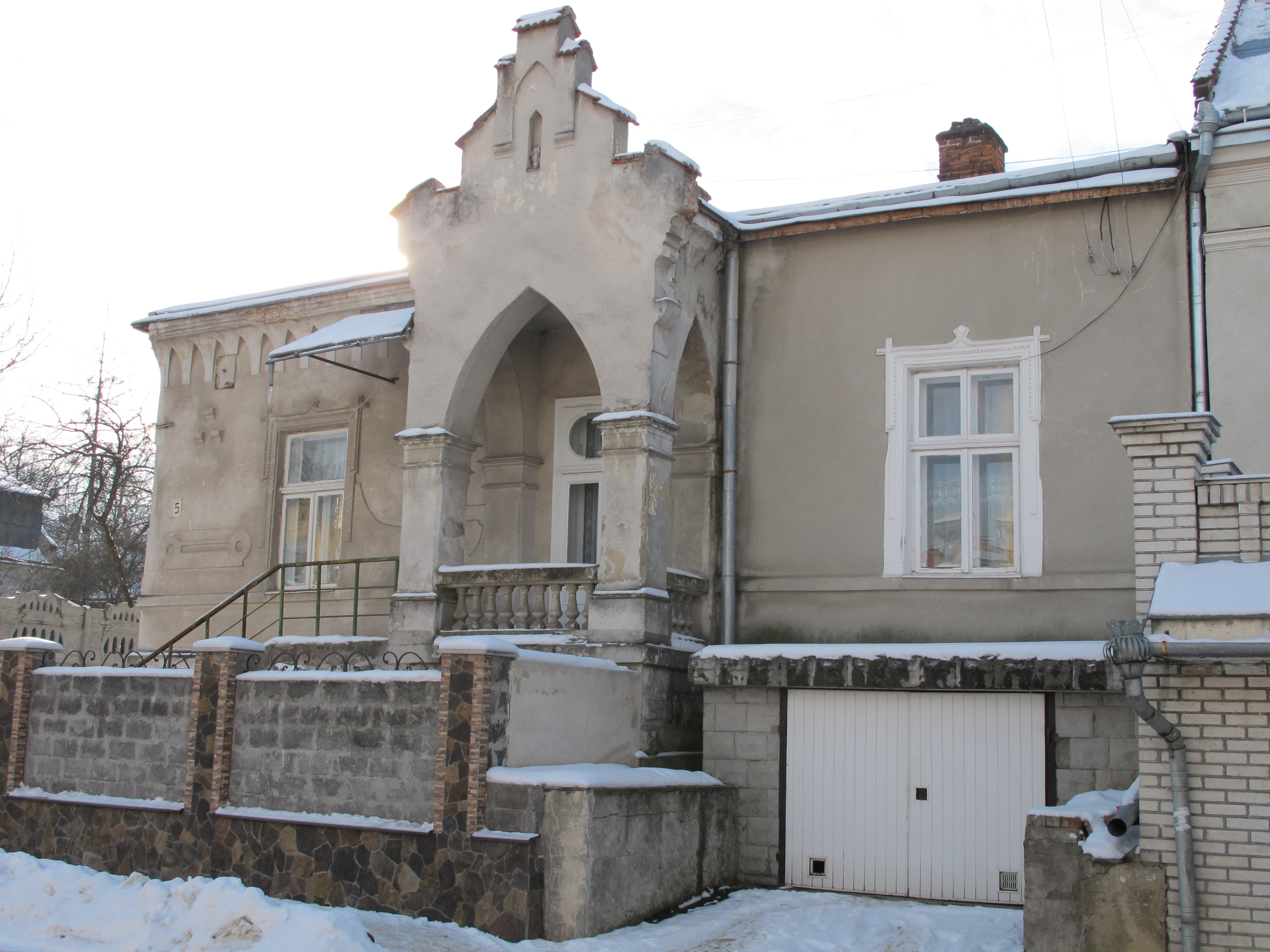
Будинок № 5
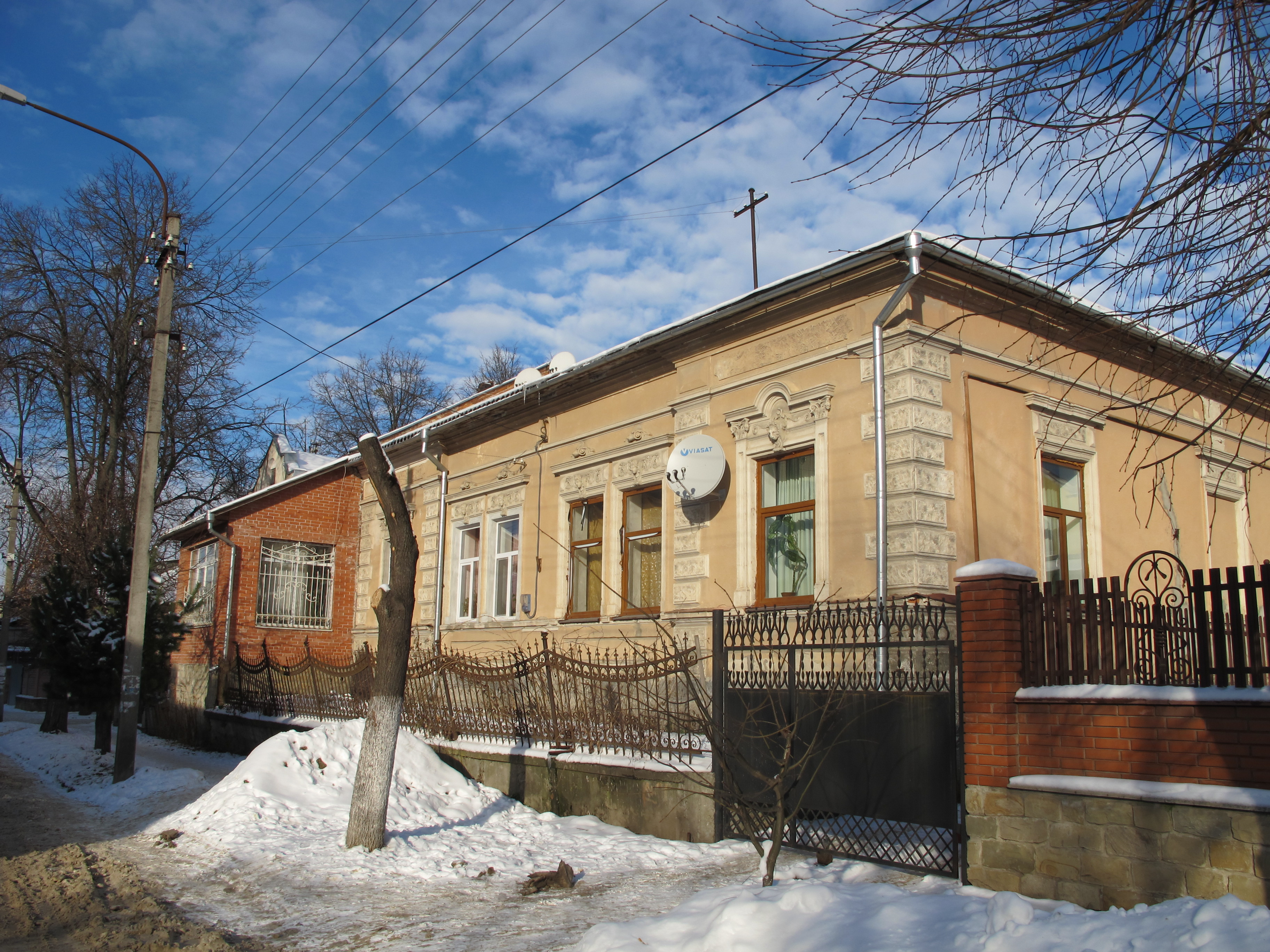
Будинок № 8
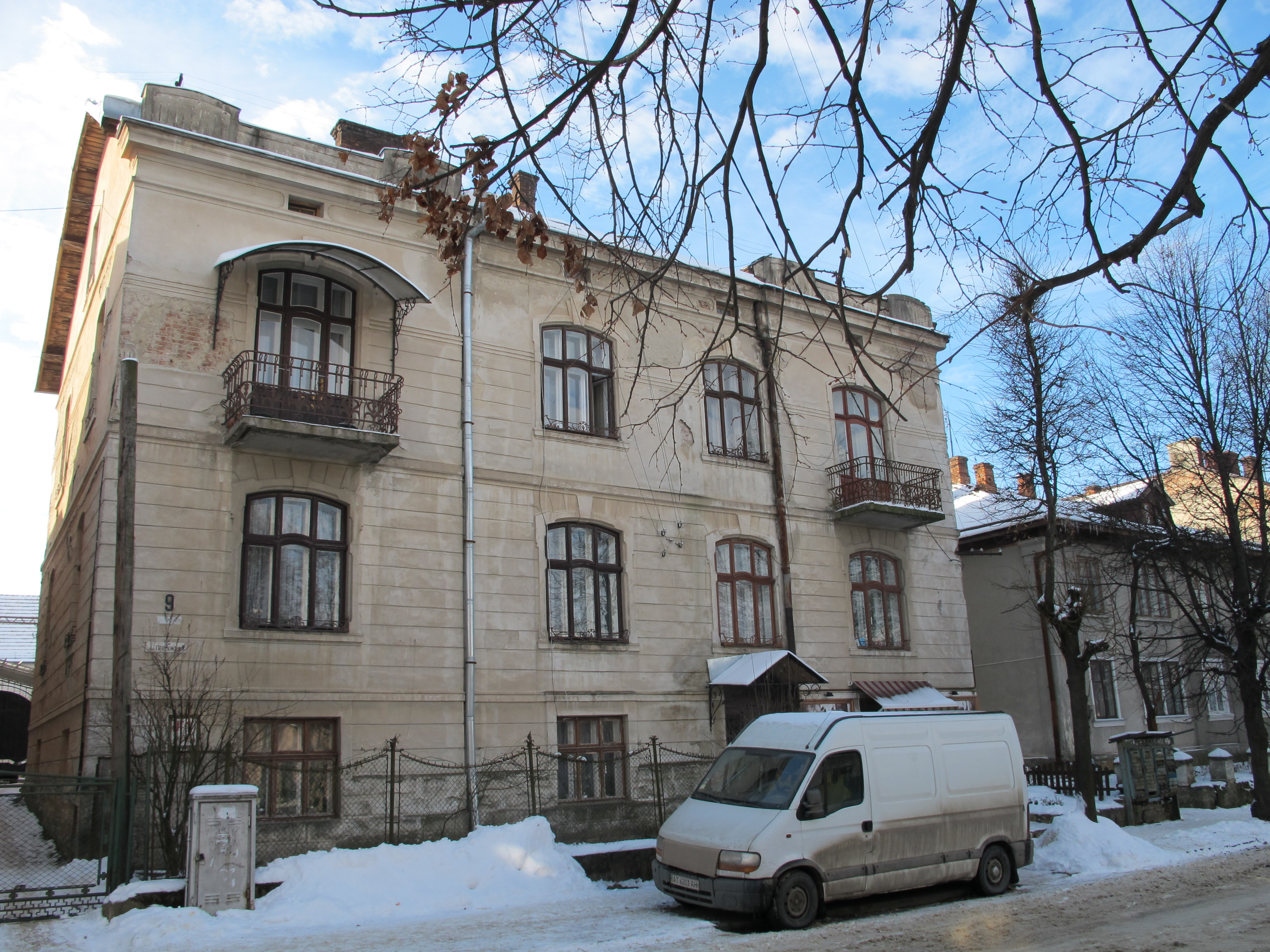
Будинок № 9